# Das geheime Prinzip der Liebe
Das geheime Prinzip der Liebe ist ein Roman der französischen Schriftstellerin Hélène Grémillon. Er erschien 2010 unter dem Titel « Le confident » und wurde 2012 im Hoffmann und Campe Verlag in deutscher Sprache veröffentlicht. Der Roman wurde in neunzehn weitere Sprachen übersetzt.

## Inhalt
Die junge Verlegerin Camille findet unter den Beileidsschreiben nach dem Tod ihrer Mutter einen anonymen Brief. In den folgenden Wochen erhält sie weitere solche Briefe. Der Großteil des Romans besteht aus diesen Briefen und Camilles Überlegungen, wer der Autor sein könnte und warum sie diese Briefe bekommt. Hauptthema der Briefe ist die Leihmutterschaft der jungen Annie für ihre Freundin "Madame M." und die Konflikte, die sich daraus ergeben.
Die Autorin wechselt im Laufe des Romans mehrfach die Perspektive und erzählt auf diese Weise die Geschichte aus der Perspektive der verschiedenen Protagonisten.

## Kritik
In der FAZ wird der Roman sehr positiv besprochen. Gelobt wird insbesondere die raffinierte Konstruktion des Romans.